# Марк Сергий
Марк Сергий Сил (на латински: Marcus Sergius Silus) е римски политик и военачалник.
Той е вероятно прапрадядо на Катилина. Участва в двете Пунически войни. Служи като претор.
Плиний разказва, че Сергий загубва във Втората пуническа война дясната си ръка. През двете войни получава 23 рани. Два пъти бяга от плен при Ханибал; четири пъти се стражава, използвайки само лявата си ръка. С направената за него желязна дясна ръка се бие при Кремона, защитава Плаценция и превзема 12 лагера в Галия..